# Andrena subniveata
Andrena subniveata är en biart som beskrevs av Osytshnjuk 1993. Andrena subniveata ingår i släktet sandbin, och familjen grävbin. Inga underarter finns listade i Catalogue of Life.